# 1803 aux échecs
| Années des échecs : 1800 - 1801 - 1802 - 1803 - 1804 - 1805 - 1806    |
| Décennies des échecs : 1770 - 1780 - 1790 - 1800 - 1810 - 1820 - 1830 |

Cet article présente les faits marquants de l'année 1803 aux échecs.

## Divers
- Création d’un premier club d’échecs à Berlin [1], le Berliner Schachklub, aussi connu sous le nom de Schadows Schachklub. Il sera dissous en 1847.
- Publication du mat d’Anastasie, au moyen du cavalier et de la tour, par Wilhelm Heinse (1746-1803). Ce mat tire son nom de la nouvelle Anastasia und das Schachspiel, écrit par ce même Wilhelm Heinse[1].
- Peter Pratt publie, à Londres, Studies of chess[1].

## Naissances
- 13 mars : George Walker, écrivain et joueur d’échecs, qui a participé à l’organisation du premier championnat du monde en 1851[1].
- 16 octobre : Karl Schorn, peintre et membre de la Pléiade berlinoise[1].
- Thomas Jefferson Bryan, collectionneur d’art, et auteur du contre-gambit Bryan[Note 1],[1].

## Nécrologie
- 22 juin : Wilhelm Heinse, écrivain membre du Sturm und Drang et joueur d’échecs[1].